# Nuuk Kunstmuseum
Nuuk Kunstmuseum er et lokalmuseum i Grønlands hovedstad Nuuk og er en gave fra Svend og Helene Junge Pedersen. Det blev indviet i 2005 og befinder sig i den gamle Adventist Kirke på Kissarneqqortuunnguaq 5, et par minutters gang fra Nuuk centrum. Museet blev overdraget til Kommuneqarfik Sermersooq (daværende Nuuk Kommune), der i dag driver museet.

## Museets udstilling
Nuuk kunstmuseum udstiller omkring 250 malerier, akvareller, fotografier, tegninger, grafik og malerier, samt omkring 100 figurer i ben, tand, træ og fedtsten. Museet er på omkring 600 m² og indeholder blandt andet en tilbygning til skiftende udstillinger. I den permanente samling er et omfattende udvalg af ældre kunst af europæiske kunstnere som har opholdt sig kortere eller længere tid i Grønland. Det er kunstnere som Christine Deichmann (1869-1945), J.E.C. Rasmussen (1841-1893), Harald Moltke (1871-1960) og Emanuel A. Petersen (1894-1948). Den permanente samling indeholder også nyere værker af grønlandske kunstnere, som Simon Kristoffersen (1933-1990), Miki Jacobsen (f. 1965), Buuti Pedersen (f. 1955), Hans Lynge (1906-1988), Anne-Birthe Hove (1951-2012) og Pia Arke (1958-2007).
Samlingen er opsat med fokus på hvordan der er blevet set på Grønland fra udefrakommende kunstnere, og på hvordan lokale kunstnere ser på Grønland. Det giver anledning til at se på samspillet mellem traditionelle og nye udtryk.
De seneste år har museet arbejdet med forskellige projekter, som bl.a. giver gæster mulighed for at opleve museets højdepunkter i den permanente samling via en audioguide og gå på opdagelse i byrummet med museets artwalk. Derudover er der udviklet undervisningsmateriale til flere klassetrin og gymnasierne.

## Eksterne links
- nuukkunstmuseum.com

64°10′40″N 51°43′45″V / 64.1779°N 51.7293°V